# Kościół Matki Bożej Hodigitria w Binġemmie (Mġarr)
Kościół Matki Bożej Hodigitria (malt. Knisja tal-Madonna ta’ Hodegitria, ang. Church of Our Lady of Hodegitria), znany szerzej jako kościół Matki Bożej z Itrii (malt. Knisja tal-Madonna tal-Itria) – rzymskokatolicki kościół stojący przy Triq San Pawl tal-Qliegħa w Binġemmie, w granicach Mġarr na Malcie. Kościół wchodzi w skład parafii w Mġarr. 

## Wezwanie
Patronką kościoła stojącego na skraju klifu przy drodze z Mġarr do Rabatu jest Madonna tal-Itria (Matka Boża z Itrii). Niektórzy nazywają ją „Madonna ta’ l-ittra” lub „B.V. de sacra Littera” (Matka Boża Listu), ale tak naprawdę kościółek jest pod rzadkim dziś wezwaniem Matki Bożej Hodigitria.

Słowo „Hodigitria”, lub „Hodegetria”, w języku greckim oznacza „tego/tę, który/która wskazuje drogę”. Rzeczywiście, kilka obrazów ukazujących ten kult przedstawia Madonnę wskazującą ręką Jezusa, co oznacza, że On jest właściwą Drogą (do zbawienia). Nabożeństwo to ma długą historię, a jednocześnie dziś nie jest tak powszechne. Tradycja mówi, że oryginalna ikona znajdowała się w Konstantynopolu, i była to kolejna ikona, którą podobno namalował św. Łukasz.

W XVII wieku tytuł ten był dość popularny. Faktycznie było na Malcie kilka kaplic pod tym wezwaniem: kaplica Greków, która znajdowała się niedaleko bramy Greków w Mdinie, kościół w Birgu oraz w Isli, w parafii Żurrieq znajdował się ołtarz z tą dedykacją. Dziś pozostały tylko dwa kościoły, jeden w Binġemmie, a drugi to kościół Wniebowzięcia Matki Bożej w Ħaż-Żabbar, który znany jest powszechnie pod zbliżoną etymologicznie nazwą „Madonna ta’ l-indirizz” (wiodąca ku wiecznemu zbawieniu).

## Historia
Pierwszą kaplicę w tej okolicy zbudował w 1600 (Guillaumier i Zammit podają 1615) szlachcic Giovanni Maria Xara na jednej ze swoich posiadłości. Kaplica ta, pod wezwaniem Madonna ta’ Hodegitria, miała z przodu mały cmentarz i była dobrze utrzymana. W kaplicy znajdował się jeden kamienny ołtarz, a nad nim obraz Madonny z Konstantynopola. Kaplica miała dzwon z brązu, ale brakowało mu wielu innych rzeczy. Z czasem popadła w zaniedbanie i groziła jej ruina; w 1658 biskup Molina zdesakralizował ją.

Jednak w 1680 (1685 według Guillaumiera i Zammita) bratanek Giovanniego, baron Stanislaw Xara, który był Capitano della Verga w Mdinie w latach 1671–1673, własnym kosztem, używając materiału budowlanego ze starego kościoła zbudował większy kościół, w miejscu trochę oddalonym od poprzedniego.

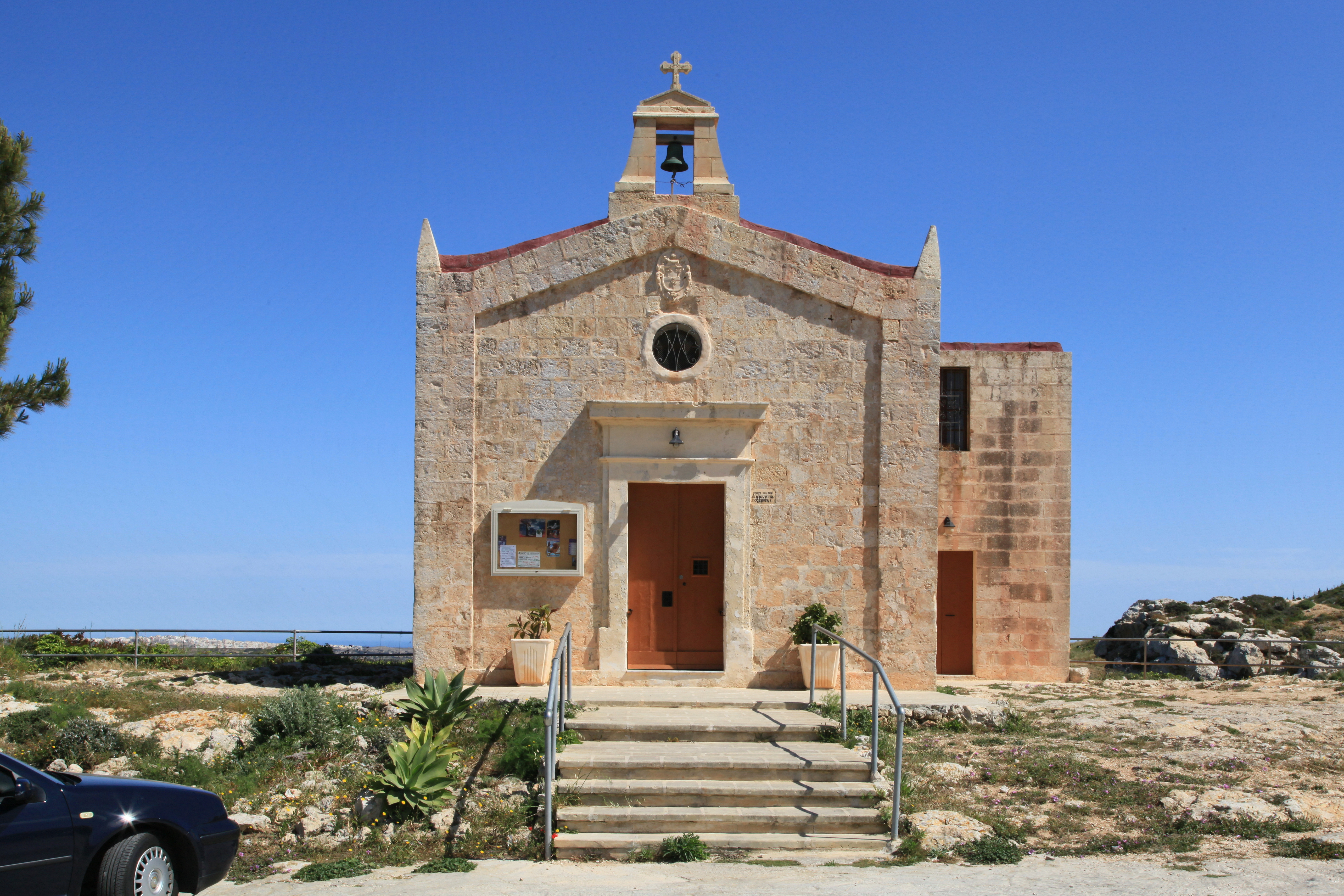
Fasada kościoła

 Stanislaw Xara ustanowił na tym kościele świecki patronat, zaznaczając, że kościół ma podlegać jedynie biskupowi diecezji.

Kaplica została konsekrowana 11 maja 1681 przez wikariusza biskupiego Ludovica Famucelliego i poświęcona Madonnie z Itrii (Hodegitrii – „wskazującej nam Drogę”).
W 1722 biskup Gaspare Gori-Mancini w raporcie z wizytacji stwierdził, że kościół jest bardzo dobrze wyposażony. Regularnie odbywały się msze fundacyjne zlecone przez barona Xarę. Świątynia była zawsze dobrze utrzymywana przez panów Xara i ich spadkobierców. W 1870 hrabina Marija Antonia Sant ufundowała stacje Via Sagra.
W roku 2000 z okazji początku nowego tysiąclecia po drugiej stronie drogi, naprzeciw kościoła ustawiono figurę Madonny z Dzieciątkiem Jezus na rękach, zwaną Statuą Tysiąclecia. 

## Architektura

### Wygląd zewnętrzny
Przed kościołem jest niewielki placyk (zuntier) z czterema schodami, z którego wchodzi się do świątyni. W głównych drzwiach znajdują się dwa okna, po jednym w każdym skrzydle, służące do nawiedzania kościoła nawet wtedy, gdy drzwi są zamknięte. Fasada budynku gładka, okala ją lekko wystający brzeg.

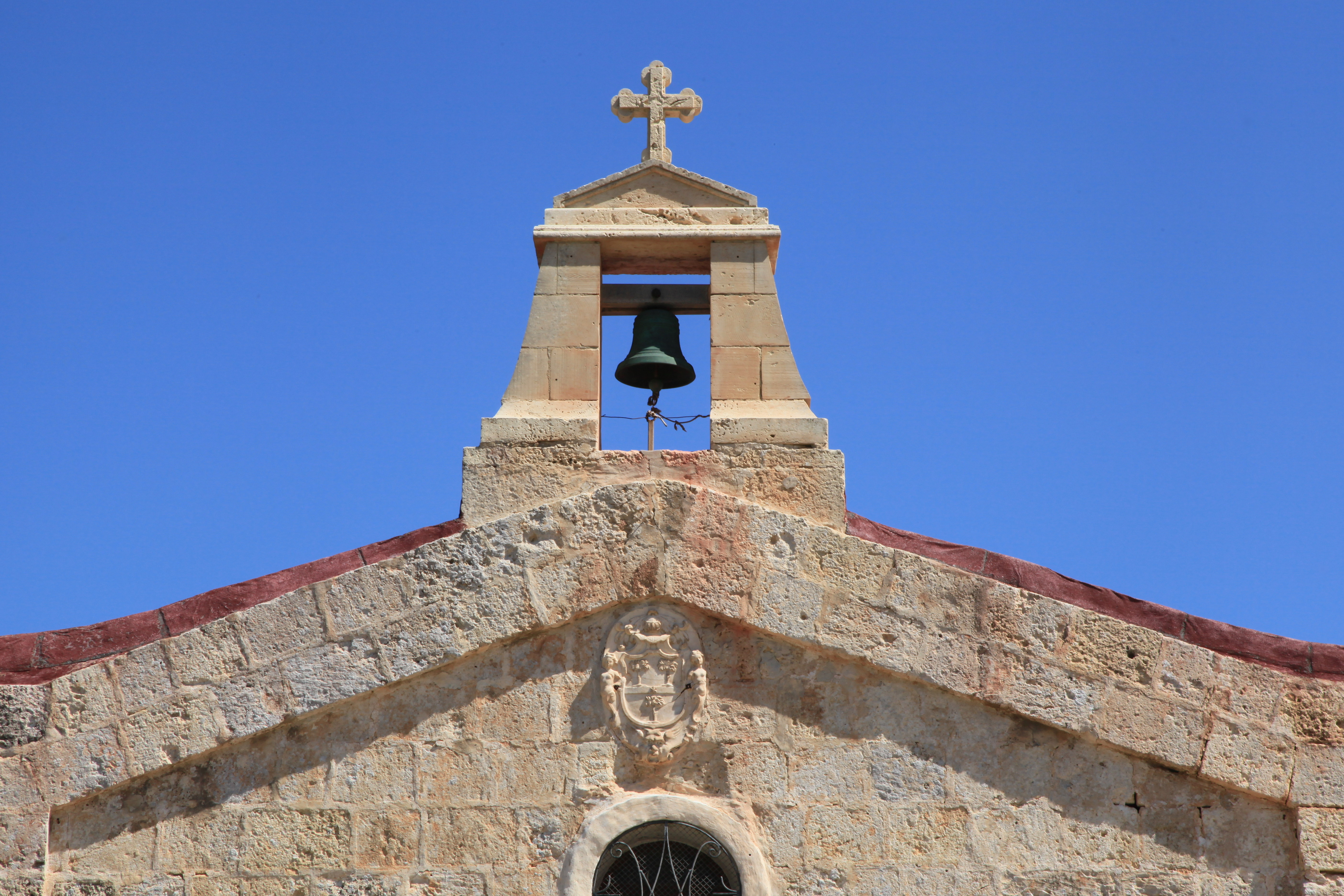
Bell-cot, herb Stanislawa Xary i oculus.

 Nad drzwiami znajduje się okrągłe okno, a nad nim herb z trzema drzewami barona Stanislawa Xary, fundatora kościoła (bpa Davide Cocco Palmieri według Kilina). Nad fasadą dzwonnica bell-cot zwieńczona krzyżem. Na niej zawieszony dzwon z brązu. Nad narożnikami fasady znajdują się trójkątne wzory kamienne, które nadają świątyni charakterystyczny wygląd i sprawiają, że jest ona natychmiast rozpoznawalna.
Do głównego budynku kościoła dobudowana jest mała zakrystia z drzwiami na zewnątrz, oraz małe pomieszczenie nad nią, które służyło jako miejsce odpoczynku dla księdza. Wiadomo, że zakrystia i pomieszczenie nad nią powstały później, gdyż belki stropowe wykonano z żelaza.

### Wnętrze kaplicy
Wnętrze kościoła jest bardzo proste. Znajduje się tam jeden kamienny ołtarz, a przed nim mały ołtarz posoborowy w formie drewnianego stołu. Jest jeszcze wspomniana już Via Sagra i jeden obraz ex-voto. Nad drzwiami znajduje się płyta z łacińską inskrypcją: ÆDEM IN HONOREM B.V.M. DI ITRIA, A IO MARIA XARA ALIBI ÆDIFICATAM 1600. BARO STANISLAVS XARA NEPOS DOTAVIT 1680. ET AD HVNC TRANSTVLIT LOCVM AC IN AMPLIOREM FORMAM A FVNDAMENTIS EREXIT, która upamiętnia założenie pierwszej kaplicy w 1600 roku i budowę w pobliżu nowego kościoła w 1680, odpowiednio przez Giovanniego Marię Xarę i Stanislausa Xarę. Kościół ma sklepienie kolebkowe, a po obu stronach obrazu tytularnego znajdują się dwa bardzo małe pionowe okienka, bardziej otwory, które doświetlają wnętrze.
Tytularny obraz, który znajduje się dziś w kościele, to drukowana kopia oryginału namalowanego przez Stefano Erardiego w 1681. Obraz ten przedstawia Madonnę z Dzieciątkiem Jezus na tronie trzymanym w dolnej części przez świętych: Pawła, Franciszka z Asyżu, Jakuba, Dominika, Antoniego z Padwy, Rocha i Różę. Oryginał obrazu znajduje się w muzeum Wignacourta w Rabacie), gdzie został przeniesiony w obawie przed kradzieżą.

## Kościół dziś
Kościół jako beneficjum należy do rodziny hrabiów Sant; opiekują się nim księża ze Stowarzyszenia Misjonarzy św. Pawła (MSSP). W kościele odprawiana jest msza święta w każdą niedzielę i święto; udzielany jest również sakrament małżeństwa.
Tytularne święto kościoła jest hucznie obchodzone w ostatnią niedzielę października. W sobotę, w wigilię święta, przed świątynią rozpalane jest tradycyjne ognisko. W dniu święta kościół jest otwarty przez cały dzień, a po południu odbywa się mała procesja z towarzyszeniem orkiestry, podczas której śpiewa się pieśni maryjne i odmawia modlitwę różańcową. Istnieje tradycja, że każdy przynosi coś do jedzenia, a wieczorem organizuje się małe przyjęcie na zakończenie imprezy.  